# Anopheles claviger
Anopheles claviger este o specie de țânțari din genul Anopheles. A fost descrisă pentru prima dată de Johann Wilhelm Meigen în anul 1804. Conform Catalogue of Life specia Anopheles claviger nu are subspecii cunoscute.

## Galerie

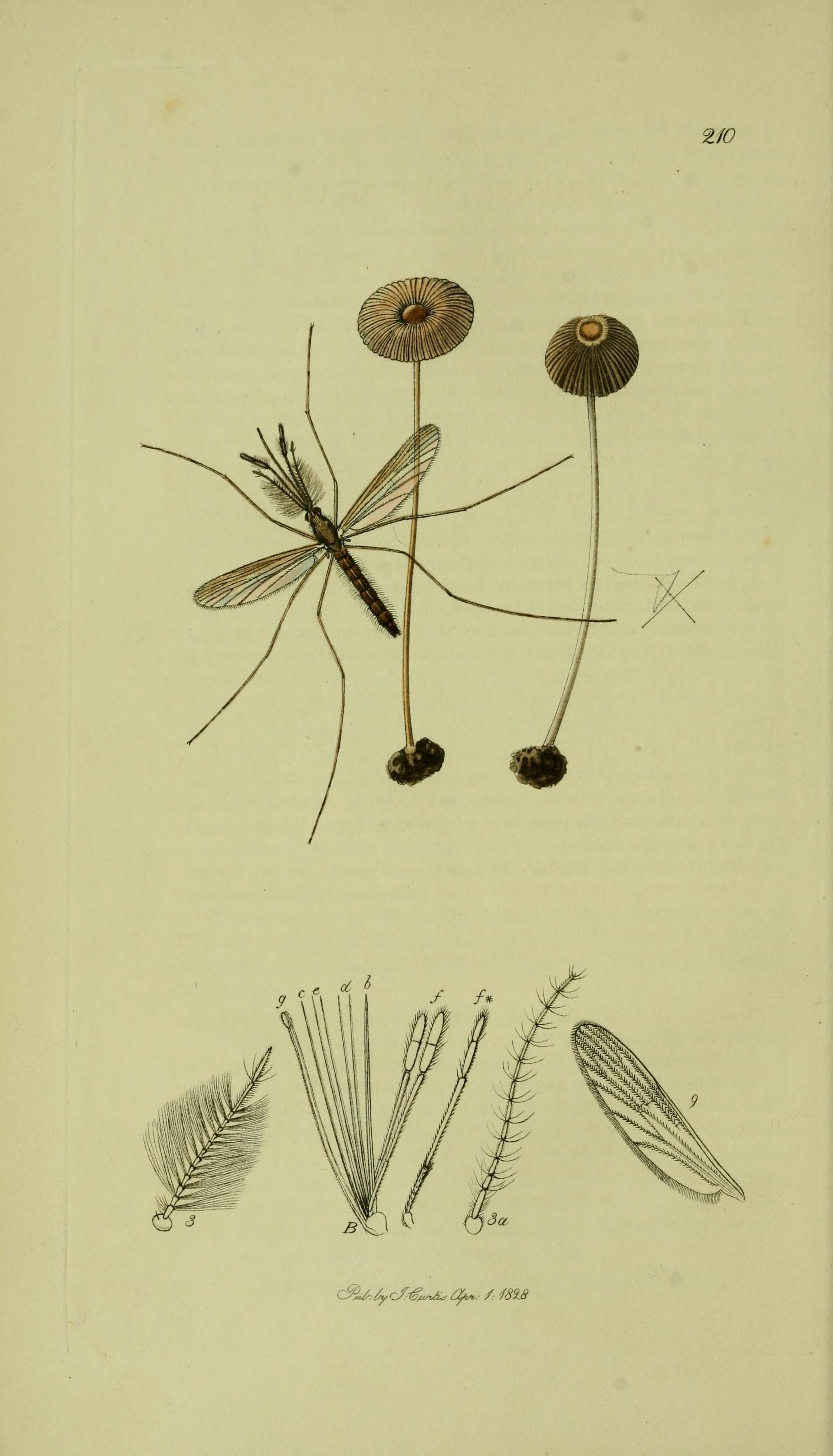